# Lesní hřbitov (Zlín)
Lesní hřbitov ve Zlíně je ústředním zlínským hřbitovem a nachází se 3 kilometry jižně od zlínského zámku, v ulici Filmová v lese mezi místními částmi U Majáku a Kudlov. Byl založen na ploše 20 hektarů.

## Historie
Návrh na založení Lesního hřbitova podal 20. června 1930 městskému zastupitelstvu zlínský starosta Tomáš Baťa. Jeho založení bylo povoleno následující rok Okresním úřadem v Uherském Hradišti. Projekt vyšel z ateliéru architekta Františka Gahury, veden Tomášem Baťou, který se inspiroval podobnými hřbitovy ve Spojených státech amerických a také lesním hřbitovem v Boru u České Lípy (1909).
Hřbitov byl vysvěcen roku 1932 Janem Hejčlem. Prvním pochovaným byl Rudolf Gerbec, syn Rudolfa Gerbeca, lékaře rodiny Baťů. Tomáš Baťa zde byl pohřben již 14. července téhož roku. O dva roky později byla vybudována nová přístupová cesta.
Les na hřbitově je smíšený ve stáří 80 až 100 let a je veden jako les zvláštního určení. Na hřbitově je evidováno 11583 hrobových míst, z toho do země 2733, urnových 3365 a vsypových 4464.

### Krematorium

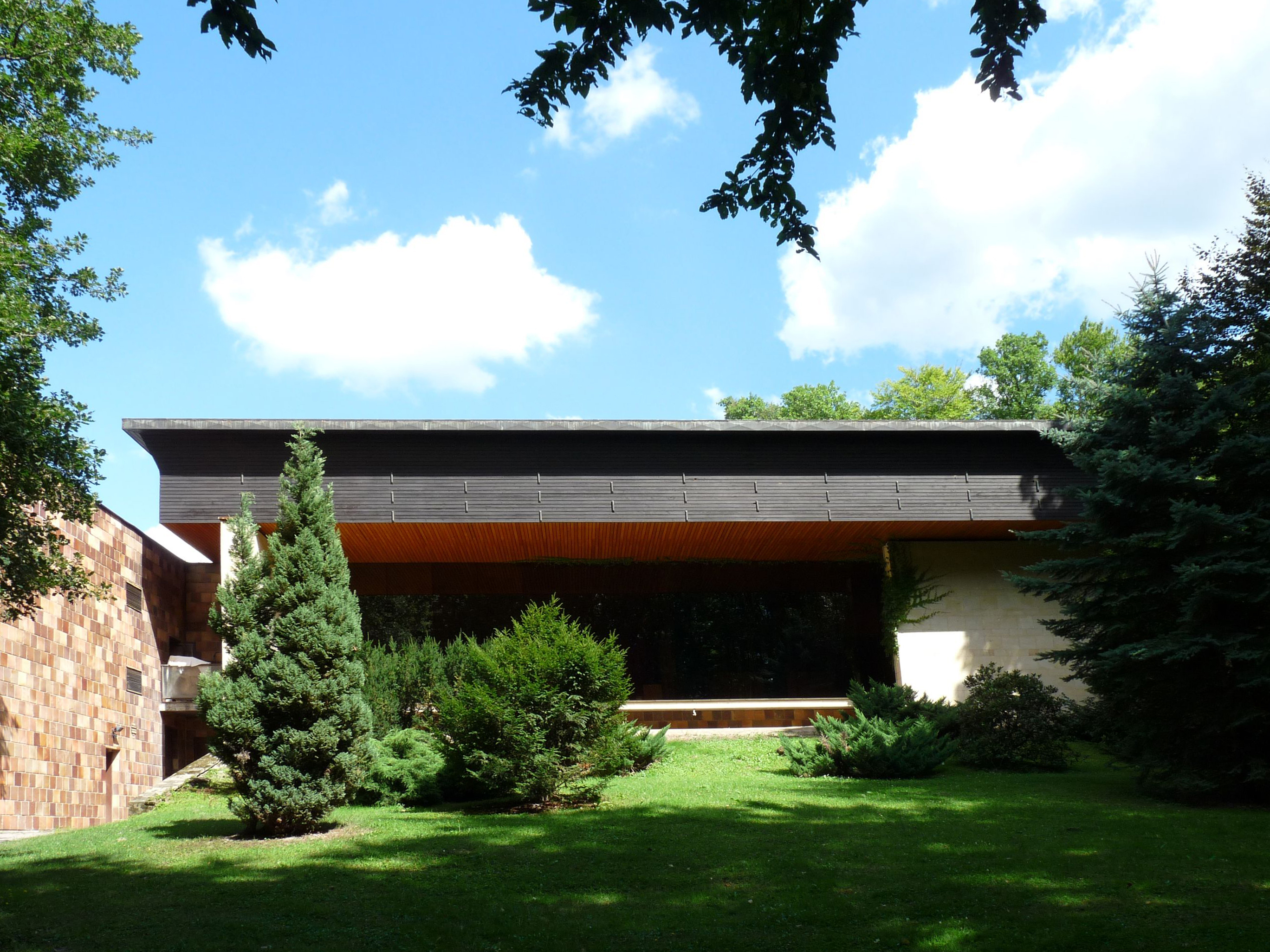
Zlínské krematorium

Krematorium ve Zlíně bylo otevřeno v dubnu 1978. Projekt zpracoval akademický architekt Jiří Čančík, vedoucím stavby byl ing. Petr Pinkava, dodavatelem národní podnik Průmyslové stavby Gottwaldov. Budova je umístěna v severozápadní části hřbitova u hlavního vchodu a má tři objekty – obřadní síň se skleněnými obvodovými zdmi a dvě provozní budovy.

### Osobnosti
Na lesním hřbitově jsou pohřbeny tyto osobnosti:
- Antonín Baťa starší (1844 – 1905) – podnikatel (ostatky přeneseny)
- Antonín Baťa (1874 – 1908) – podnikatel (ostatky přeneseny)
- Tomáš Baťa (1876 – 1932) – podnikatel
- Marie Baťová (1893 – 1954) – manželka T. Bati
- Luděk Čajka (1963 – 1990) – hokejista
- Miroslav Drofa (1908 – 1984) – zlínský architekt
- František Lýdie Gahura (1891 – 1958) – architekt a sochař
- Josef Hlavnička (1897 – 1943) – manažer, ředitel Baťových závodů
- Ivan Kolařík (1920 – 1942) – voják, příslušník výsadku Out Distance
- František Králík (1942 – 1974) – házenkář
- Jaroslav Novotný (1903 – 1976) – filmový režisér
- Karel Rachůnek (1979 – 2011) – hokejista
- Anna Štěpánková–Železníková (1915 – 1983) – sportovní a akrobatická pilotka
- Hermína Týrlová (1900 – 1993) – scenáristka, režisérka a animátorka
- Karel Zeman (1910 – 1989) – filmový režisér, výtvarník, loutkář, animátor a reklamní grafik
- Miroslav Zikmund (1919 – 2021) – cestovatel, spisovatel, novinář, fotograf, kameraman